# Línea M8 (Transporte Metropolitano de León)
La línea 8 del Transporte Metropolitano de León es una línea de autobús que une la localidad de Carbajal de la Legua con la ciudad de León  (España), recorriendo la ciudad desde el norte hasta el centro, empezando en la urbanización Monteleón y terminando en la avenida Padre Isla, pasando por la localidad de Carbajal y el barrio de Eras de Renueva. Esta línea dispone de servicio para personas con discapacidad.